# Född i går
Född i går (eng: Born Yesterday) är en amerikansk komedifilm från 1950 i regi av George Cukor. I huvudrollerna ses Judy Holliday, Broderick Crawford och William Holden. Filmen vann en Oscar och var nominerad till ytterligare fyra. Filmen hade svensk premiär den 28 maj 1951. År 2012 valdes filmen in i National Film Registry. En nyinspelning gjordes 1993 som Born Yesterday.

## Handling
Affärsmannen Harry Brock skäms över sin fästmö Billies obildade sätt. Han anställer därför en man som ska ge henne lite finess. 

## Rollista i urval
- Judy Holliday - Emma "Billie" Dawn
- Broderick Crawford - Harry Brock
- William Holden - Paul Verrall
- Howard St. John - Jim Devery
- Frank Otto - Eddie
- Larry Oliver - Kongressmedlem Norval Hedges
- Barbara Brown - Mrs. Hedges
- Grandon Rhodes - Sanborn
- Claire Carleton -  Helen

## Priser och utmärkelser
Judy Holliday vann en Oscar för bästa kvinnliga huvudroll. Jean Louis var nominerad i kategorin Bästa kostym, George Cukor i kategorin Bästa regi, S. Sylvan Simon i kategorin Bästa film och Albert Mannheimer i kategorin Bästa manuskript.

### Allmänna källor
- Född i går på Svensk Filmdatabas